# Braćak
Braćak (szerbül: Браћак), település Szerbiában, a Raškai körzet Tutini községében.

## Népesség
- 1948-ban 283 lakosa volt.
- 1953-ban 322 lakosa volt.
- 1961-ben 364 lakosa volt.
- 1971-ben 332 lakosa volt.
- 1981-ben 345 lakosa volt.
- 1991-ben 312 lakosa volt.
- 2002-ben 230 lakosa volt, akik mindannyian bosnyákok.